# Aloe tororoana
Aloe tororoana es una especie de planta suculenta de la familia de los aloes. Es originaria de Uganda.

## Descripción
Aloe tororoana es ramificado con brotes que alcanzan una longitud de alrededor de 20 centímetros y un diámetro de 1,5 cm. Las cerca de 20 hojas son lanceoladas y estrechas formando densas rosetas. La lámina es de color verde lechoso turbio  de 15 cm de largo y 3-5 cm de ancho. Tiene dientes punzantes, blanquecinos, con punta de color marrón  en el margen de la hoja de 2-3 mm de largo y a 5 a 10 mm de distancia. La inflorescencia es simple o consta de uno o dos ramas. Alcanza una longitud de hasta 40 centímetros, densas cilíndricas cónicas.  Las flores son 20-22 mm de largo y redondeadas en su base.

## Taxonomía
Aloe tororoana fue descrita por  Gilbert Westacott Reynolds y publicado en Flowering Plants of Africa 29: t. 1144, en el año 1953.
Etimología
Ver: Aloe
tororoana: epíteto